# 脂質依存性イオンチャネル
脂質依存性イオンチャネル（ししついぞんせいイオンチャネル、英: lipid-gated ion channel）は、膜を通過するイオンの透過性が脂質に直接に依存するイオンチャネルのクラスである。古典的に、脂質は古典的リガンドの特性を持ち、原形質膜の内側の小葉にある膜貫通ドメインに結合する、膜常在性の陰イオン性シグナル伝達脂質である。脂質依存性チャネルの他のクラスには、脂質の張力、厚さ、および疎水性の不一致に応答する機械感受性イオンチャネルがある。脂質リガンドと脂質補因子の違いは、リガンドがチャネルから解離することでその機能を発揮するのに対し、補因子は通常、結合したままでその機能を発揮することである。

## PIP2依存性チャネル
ホスファチジルイノシトール4,5-ビスリン酸（PIP2）は、イオンチャネルをゲート（開閉）するための脂質で、初期の最もよく研究されたものである。PIP2は細胞膜脂質であり、イオンチャネルのゲートに果たす役割が、その分子の新しい役割である。
Kirチャネル： PIP2は、内向き整流カリウムチャネル（Kir）に結合し、直接活性化する。その脂質は、膜貫通ドメイン内の明確に定義されたリガンド結合部位に結合し、ヘリックスを広げてチャネルを開く。カリウムチャネルのKirスーパーファミリーのすべてのメンバーは、PIPによって直接ゲートされると考えられている。
Kv7チャネル： PIP2はカリウムチャネルタンパク質 Kv7.1 に結合し、直接活性化する。同じ研究で、PIP2がリガンドとして機能することが示された。そのチャネルが脂質小胞にPIP2と共に再構成されるとチャネルは開き、PIP2が省かれるとチャネルは閉じられた。   
TRPチャネル： TRPチャネルはおそらく、脂質依存性として最初に認識されたチャネルのクラスである。PIP2は、ほとんどのTRPチャネルの透過性を正または負に制御する。TRPV5では、膜貫通ドメインの部位へPIP2が結合すると、伝導経路が開くような構造変化が起こり、このチャネルが古典的な脂質依存性であると考えられた。TRPV1では、PIP2適合部位は見つかっているものの、脂質だけでチャネルをゲートできるかどうかはわかっていない。PIP2と直接結合するTRPチャネルは他にTRPM8とTRPMLがある。直接的な結合が、間接的な機構によるPIP2のチャネルへの影響を排除するものではない。

## PA依存性チャネル
ホスファチジン酸（PA）は、最近、イオンチャネルの活性化因子として表れた。
K2p： PAは、膜貫通ドメインにある推定部位を介してTREK-1カリウムチャネルを直接活性化する。TREK-1に対するPAの親和性は比較的弱いが、PLD2酵素によって局所的に高濃度のPAが生成され、チャネルを活性化する。 
nAChR： PAは人工膜内のnAChRも活性化する。当初、nAChRを活性化するために必要なPAの濃度が高いことから、関連する陰イオン性脂質がチャネルを活性化するのではないかと考えられたが、局所的な高濃度のPAがTREK-1を活性化することがわかったことは、そうではない可能性があることを示唆する。
Kv： PAの結合は、電圧活性化カリウムチャネルの電圧活性化の中間点（Vmid）にも影響を与える。PAを減少させると、Vmidは静止膜電位の近くで-40mVシフトし、電圧の変化がなくてもチャネルを開くことができたことから、これらのチャネルは脂質ゲートでもあると考えられる。PA脂質がバクテリアKvAPの相同チャネルを非特異的にゲートすることが提案されていたが、これらの実験では、陰イオン性脂質であるホスファチジルグリセロール（PG）がゲートに特異的に寄与することを除外していなかった。

## PG依存性チャネル
ホスファチジルグリセロール（PG）は、PA活性化チャネルのほとんどを含む多くのチャネルを活性化する陰イオン性脂質である。生理学的シグナル伝達経路についてはよくわかっていないが、PLDはグリセロールの存在下でPGを産生することから、局所的なPA勾配を生成すると考えられているのと同じ機構が、局所的な高いPG勾配も生成する可能性があることを示唆している。

## 機械感受性チャネル
機械的な力に応答して膜内の脂質が変形することで、機械感受性イオンチャネルの特殊な集まりがゲートされる。「脂質からの力」（force from lipid）と呼ばれる脂質膜が関与する理論は、イオンチャネルを直接開くと考えられている。これらのチャネルには、溶菌圧に応答して開く細菌チャネルMscLおよびMscSがある。機械感受性チャネルの多くは、活性化するために陰イオン性脂質を必要とする。

チャネルはまた、膜の厚さにも応答することができる。TREK-1チャネルの内膜に沿って走っている両親媒性ヘリックスは、膜の厚さの変化を感知し、チャネルをゲートすると考えられている。

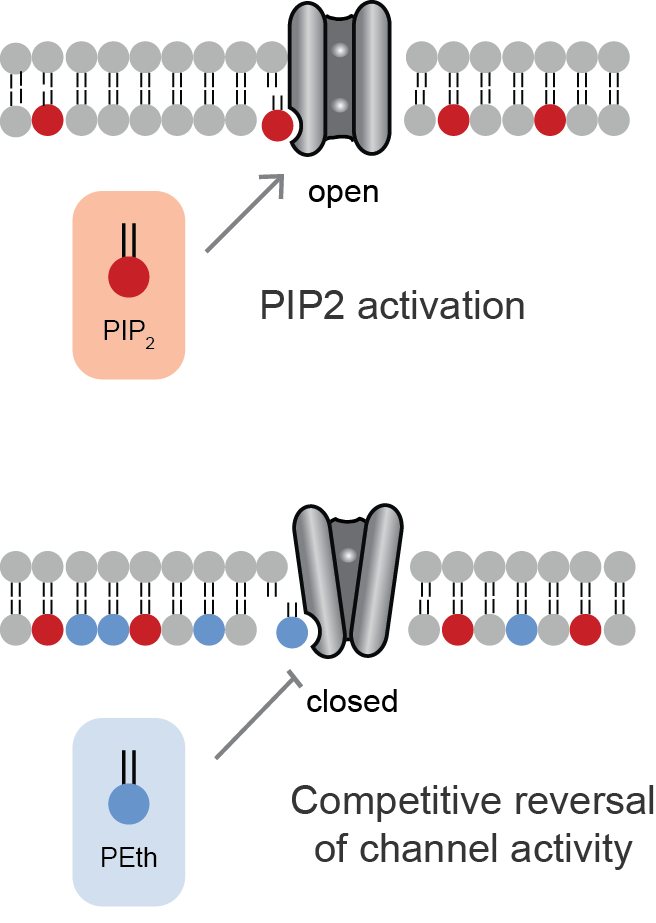
PEthは、エタノールのリン脂質代謝物で、神経膜に蓄積され、PIP2によるK^{+}チャネルの活性化を競合的に阻害する。

## 局所的な脂質生成による活性化
酵素がチャネルと複合体を形成すると、チャネル近傍にバルク膜中のリガンドよりも高濃度のリガンドが生成されると考えられている。理論的な推定では、イオンチャネル近傍で生成されるシグナル伝達用脂質の初期濃度はミリモル程度であると見積もられているが、膜内での脂質拡散に関する理論的計算により、リガンドはチャネルを活性化するには非常に速く拡散してしまうと考えられていた。しかし、Comoglioらは、ホスホリパーゼD2酵素がTREK-1に直接結合し、チャネルを活性化するために必要なPAを生成することを実験的に示した。Comoglioらの結論は実験的に確認され、TREK-1に対するPAの解離定数が10マイクロモルであり、Kdが膜内のバルク濃度よりもはるかに弱いことが示された。これらのデータを総合すると、PAは100マイクロモル以上の局所的な濃度でなければならず、膜中で脂質の拡散が何らかの形で制限されていることが示唆される。

## 膜タンパク質転位による活性化
理論的には、イオンチャネルは、高濃度のシグナル伝達脂質への拡散または輸送によって活性化される。その機構は、局所的に高濃度のシグナル伝達脂質を生成するのと似ているが、チャネル付近の膜の脂質濃度を変化させるのではなく、チャネルがすでに高濃度のシグナル脂質が存在する細胞膜の領域に移動する。このようなチャネルの脂質組成が受ける変化は、膜内の総脂質濃度の変化を伴わずに、より速く変化することができる。

## 脂質の競合
陰イオン性脂質は、イオンチャネル内の結合部位をめぐって競合する。神経伝達物質と同様に、拮抗薬（アンタゴニスト）の競合は作動薬（アゴニスト）の効果を逆転させる。ほとんどの場合、PAはPIP2とは逆の効果がある。したがって、PIP2によって活性化されたチャネルにPAが結合すると、PAはPIP2の効果を阻害する。PAがチャネルを活性化すると、PIP2はPAがチャネルを阻害する効果をブロックする。
エタノール： エタノールを摂取すると、ホスホリパーゼDがエタノールをリン脂質に取り込み、トランスホスファチジル化と呼ばれるプロセスで、非天然で長寿命の脂質ホスファチジルエタノール（PEth）を生成する。PEthはPAと競合し、その競合はTREK-1チャネルに拮抗する。カリウムチャネルでのPEthの競合は、エタノールの麻酔作用と、おそらく二日酔いに寄与していると考えられている。